# Port Fromentine

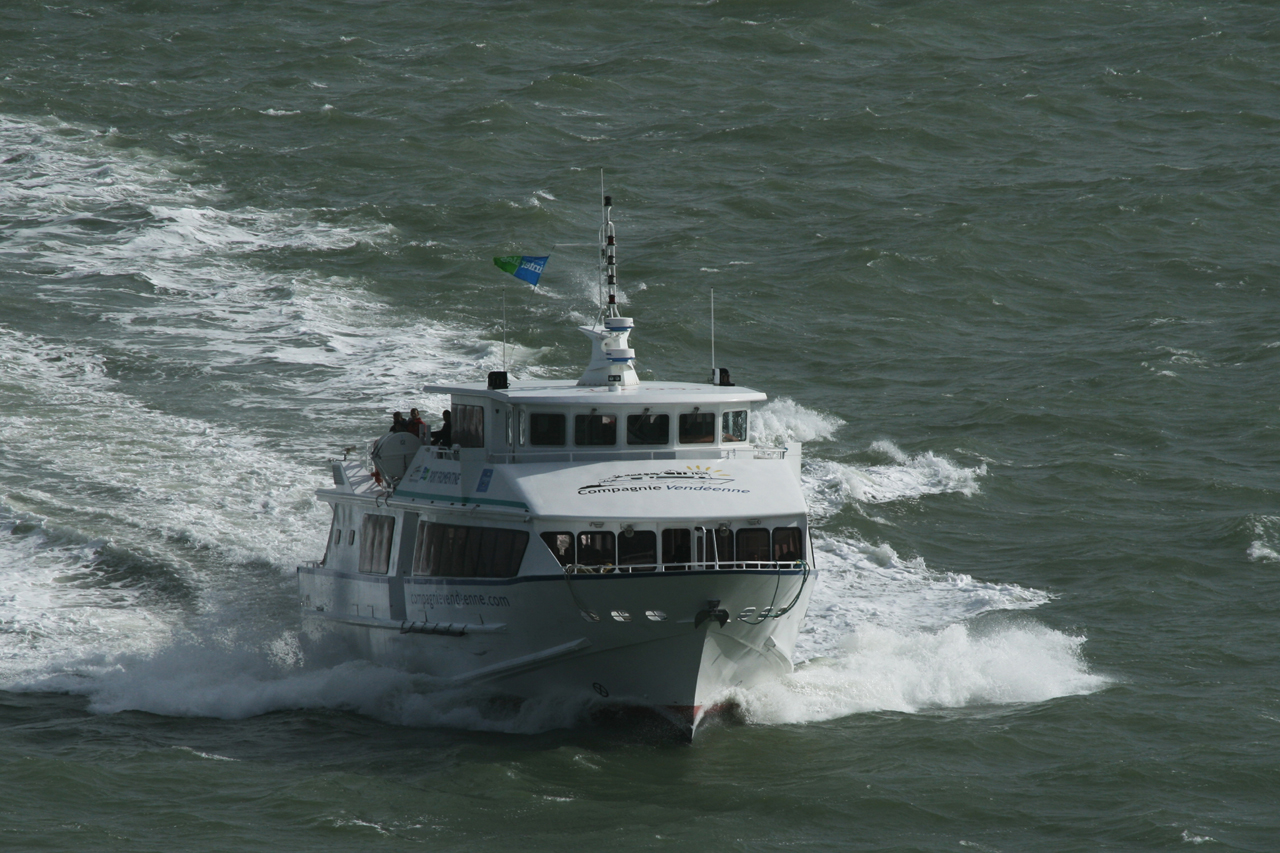
Port Fromentine

Le Port Fromentine est un bateau de la Compagnie vendéenne. Construit en 2005, il assure la liaison entre Saint-Gilles-Croix-de-Vie et l'île d'Yeu ou Fromentine et l'île d'Yeu ou encore Barbatre et l'île d'Yeu pendant la saison estivale.
Il mesure 29,90 mètres de longueur et 7,60 mètres de largeur. Sa capacité est de 276 passagers, il navigue à une vitesse de 20 nœuds.